# Alungarvning
Alungarvning, också kallad vitgarvning, är en garvningsmetod där huden behandlas med kalialun och koksalt. Metoden ger ett smidigt och töjbart läder. Dess beständighet är däremot inte så god och metoden kan ses som lite av en konservering. I vatten löses de garvande ämnena ut. Vid behov kan dock lädret bättras på genom en omgarvning. Alungarvning har ofta kombinerats med andra metoder, till exempel med fett, för att få bättre hållbarhet. En populär svensk specialitet var det så kallade svensklädret som kombinationgarvades med alun och vegetabiliska garvämnen. Alungarvade produkter har ytterligare en nackdel. De är känsliga för värme och tål det till och med sämre än rå hud.